# Helcz Antal
Helcz Antal, Helc (Esztergom, 1843 – Esztergom, 1916. május 30.) okleveles ügyvéd, Esztergom polgármestere a 19. század végén.

## Pályája
Helcz János és Szegesdy Erzsébet fiaként született. Eredetileg papi pályára készült, később jogot hallgatott. Így lett a városi törvényszék jegyzője, később városi főügyész. Az 1868. január 14-én megalakult a Deák-kör titkára lett. 1883-ban elnöke lett az 1865-ben alakult, a város zeneművészeit, dalkedvelőit és műbarátait tömörítő Dalárdának.
1886. október 24-étől Esztergom sz. kir. város polgármestere lett, és Simor János, esztergomi érsek bizalmasaként nekilátott a város építéséhez. Ekkor alakult meg a szentgyörgymezei iskola, árvaház (1890), az érseki kórház, a Szent Anna zárda, elemi iskola és az óvónőképző (1892). Polgármestersége alatt sok építkezés kezdődött a városban.
Többek között megnyílt a zsinagóga, a Buda utcán kezdték el építeni a laktanyát, tervbe vették egy új közkórház alapítását, megkezdődött a Mária Valéria híd építése, valamint ekkor készült el az Esztergom–Almásfüzitő-vasútvonal.
Helcznek, és Földváry István főügyésznek kiemelkedő szerepe volt Esztergom, Víziváros, Szentgyörgymező és Szenttamás települések egyesítésében, ám 1895 júniusában – röviddel az egyesített Esztergom első közgyűlése előtt (július 8) – a polgármester sikkasztás miatt lemondani kényszerült. Ideiglenesen addigi helyettese, Niedermann József lett az utódja, de már júliusban Malina Lajos került a polgármesteri székbe. 1916-ban hunyt el ütőérelmeszesedés következtében. Felesége Lövy Ida volt.